# Montaldo Scarampi
Montaldo Scarampi – miejscowość i gmina we Włoszech, w regionie Piemont, w prowincji Asti.
Według danych na styczeń 2009 gminę zamieszkiwały 774 osoby przy gęstości zaludnienia 116,2 os./1 km².